# Friedrich Lohmann (Theologe)
Friedrich Lohmann (* 1964 in Wiesbaden) ist ein deutscher Theologe und Professor. Seit dem 1. Oktober 2011 ist er Lehrstuhl-Inhaber Evangelische Theologie mit dem Schwerpunkt Angewandte Ethik an der Fakultät für Staats- und Sozialwissenschaften der Universität der Bundeswehr München in Neubiberg.

## Leben und Wirken
Er studierte von 1984 bis 1990 evangelische Theologie in Marburg, Erlangen und Heidelberg. Die Studienstiftung des Deutschen Volkes förderte ihn als Stipendiat von 1987 bis 1993. An der Johannes Gutenberg-Universität Mainz wurde er 1995 zum Dr. theol. promoviert. Das kirchliche Lehrvikariat (1995–1997) absolvierte er in Genf und Worms. Die Deutsche Forschungsgemeinschaft förderte ihn von 1997 bis 2000 als Stipendiat. Von 1998 bis 2001 hatte er einen Lehrauftrag und freie Mitarbeit am Institut für Ethik der Eberhard-Karls-Universität Tübingen. Nach der Habilitation 2001 im Fach Systematische Theologie in Tübingen wurde er zum Privatdozenten ernannt. In der Église Protestante de Genève wirkte er von 2001 bis 2003 in Teilzeit im Pfarrdienst. Mit dem Projekttitel Moral und Selbstinteresse war er von 2003 bis 2006 Forschungsstipendiat der Deutschen Forschungsgemeinschaft. Am Center of Theological Inquiry in Princeton forschte er von 2004 bis 2005 als Stipendiat (Member-in-residence). In der Eglise Protestante de Genève wirkte er erneut von 2006 bis 2008 in Teilzeit im Pfarrdienst. Von 2008 bis 2011 lehrte er als Professor für Systematische Theologie/Ethik der Humboldt-Universität zu Berlin.

## Schriften (Auswahl)
- Karl Barth und der Neukantianismus. Die Rezeption des Neukantianismus im »Römerbrief« und ihre Bedeutung für die weitere Ausarbeitung der Theologie Karl Barths (= Theologische Bibliothek Töpelmann, Band 72). De Gruyter, Berlin/New York 1995, ISBN 3-11-014883-8 (zugleich Dissertation, Mainz 1995).
- Zwischen Naturrecht und Partikularismus. Grundlegung christlicher Ethik mit Blick auf die Debatte um eine universale Begründbarkeit der Menschenrechte (= Theologische Bibliothek Töpelmann, Band 116). De Gruyter, Berlin/New York 2002, ISBN 3-11-017375-1 (zugleich Habilitationsschrift, Tübingen 2001).